# Seriphidium kaschgaricum
Seriphidium kaschgaricum là một loài thực vật có hoa trong họ Cúc. Loài này được (Krasch.) Poljakov miêu tả khoa học đầu tiên năm 1961.